# Moviment Swadeshi

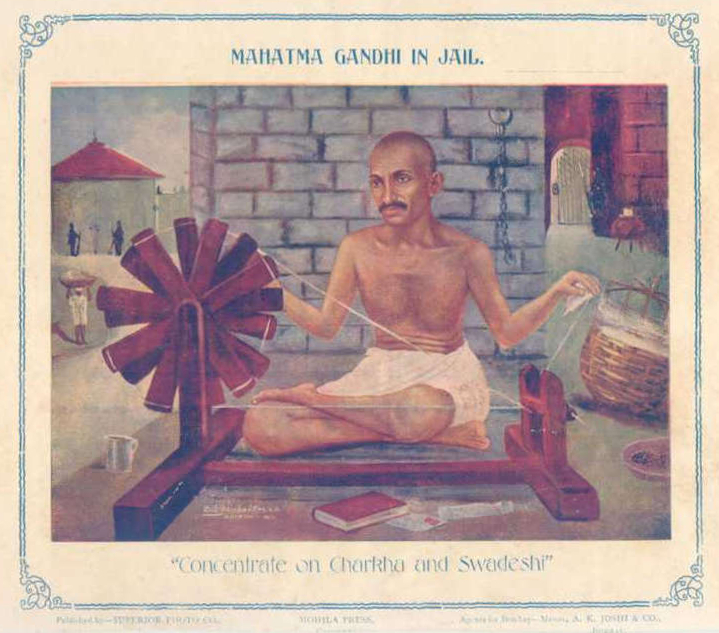
"Concentra't en Charkha i Swadeshi", cartell popular en el moviment swadeshi, dècada del 1930

El moviment Swadeshi, part del moviment d'independència de l'Índia i el nacionalisme indi que estava en desenvolupament, fou una estratègia econòmica que tenia els objectius d'expulsar l'Imperi Britànic del poder i millorar les condicions econòmiques de l'Índia, tot seguint els principis de swadeshi. Aquestes estratègies van tenir cert èxit, i incloïen boicotejar els productes britànics i fomentar els productes domèstics i els processos de producció locals. L. M. Bhole Identifica cinc fases del moviment Swadeshi:
- 1850 a 1904: desenvolupat per dirigents com Dadabhai Naoroji, Gokhale, Ranade, Tilak, G. V. Joshi I Bhaswat K. Nigoni. També es coneix com a Primer Moviment Swadeshi.
- 1905 a 1917: va començar el 1905, a causa de la partició de Bengala ordenada per Lord Curzon.
- 1918 a 1947: pensament Swadeshi dissenyat per Gandhi, acompanyat per l'augment d'empresaris indis
- 1948 a 1991: obstaculitzar el comerç internacional i interestatal. L'Índia va esdevenir un exponent de tecnologia obsoleta durant el període d'excessiva regulació legal que va patir.
- 1991 en endavant: privatització, liberalització i globalització. Capital estranger, tecnologia estrangera, i molts béns estrangers no són exclosos i la doctrina del creixement basat en l'exportació va resultar en l'industrialisme modern.

El moviment Swadeshi va començar amb la divisió de Bengala pel Virrei de l'Índia Lord Curzon en 1905 i continuà fins a 1911. Fou el moviment pre-Gandhi amb més èxit. Els seus líders eren Aurobindo Ghosh, Lokmanya Bal Gangadhar Tilak, Bipin Chandra Pal i Lala Lajpat Rai, V. O. Chidambaram Pillai i Babu Genu. Swadeshi, com a estratègia, era un punt clau de Mohandas Gandhi, que el va descriure com l'ànima de Swaraj (autogovern). El moviment fou més fort a Bengala, i també es coneixia com a moviment Vandemataram.

## Antecedents
El creador del moviment Swadeshi va ser Baba Ram Singh Kuka de la secta sikh Namdhari, els moviments revolucionaris de la qual es van intensificar al voltant de 1871 i 1872. Baba Ram Singh va instruir els Naamdharis per tal que només portés roba confeccionada en el país, i per boicotejar béns estrangers. Els Namdharis van decidir mantenir-se en el conflicte, i evitar tant la llei britànica com els tribunals britànics. També van boicotejar el sistema educatiu, quan Baba Ram Singh va prohibir als nens assistir a l'Escola Britànica, entre altres mesures.

## Moviment
La proposta de la partició de Bengala es va fer pública l'any 1905, cosa que va provocar protestes immediates i espontànies arreu de Bengala. Lord Curzon va demanar la Reina Victòria la separació de Bengala, ja que temien que, si els musulmans i els hindús s'aliaven, podria començar una guerra. Només a l'est de Bengala es van celebrar 500 reunions. Es van distribuir 50 000 còpies de pamflets amb un crítica detallada de la partició. Aquesta fase està marcada per tècniques moderades de protesta com peticions, reunions públiques, campanyes de premsa, etc. per tal de provocar que aquest tema tingués gran visibilitat en l'opinió pública, tan a l'Índia com a la Gran Bretanya.
Aquest moviment també va implicar el boicot dels productes britànics. La roba occidental va ser tirada a les fogueres.
Per tal que els britànics s'adonessin del descontent dels indis sobre la partició de Bengala, els líders del moviment anti-partició van decidir utilitzar només béns indis, així com boicotejar els béns britànics. Les persones es van reunir a les cruïlles de les carreteres, on cremaven la roba importada que tenien. La població atacava les botigues que venien béns estrangers, i el sucre importat va ser boicotejat. També van decidir utilitzar només coses fetes a l'Índia, i això es conegué com el moviment Swadeshi.
El moviment Swadeshi va tenir la seva gènesi en el moviment contrari a la partició de Bengala, motivada per decisió del govern britànic. Era un fet que Bengala, amb una població de 70 milions d'habitants, havia esdevingut administrativament inmanejable. De la mateixa manera, era notori que el vertader motiu per dividir Bengala era polític, ja que el nacionalisme indi estava guanyant força. S'esperava que la divisió debilités el que era percebut com el centre nerviós del nacionalisme indi. Les propostes de partició van veure la llum l'any 1903. Per això, des de llavors, ja s'havien preparat les bases per al llançament del moviment Swadeshi. En la nota oficial, Risley, el Secretari d'Interior del Govern de l'Índia va dir, "Bengala unida és poder; Bengala dividida estirarà en diverses direccions".
La partició de l'estat pretenia frenar la influència de Bengala, no només sometent als ciutadans a dues administracions, sinó també reduint-los a una minoria. En la proposta nova, Bengala havia de tenir 17 milions de ciutadans bengalís i 37 milions de parlants d'oriya i de hindi. Addicionalment, la partició volia fomentar un altre tipus de divisió: la basada en la religió, és a dir, entre els musulmans i els hindús. Els nacionalistes indis van veure el disseny que hi havia darrere de la partició i el va condemnar de manera unànime. El moviment anti-partició de Swadeshi havia començat.

### Naturalesa del moviment Swadeshi
El bengalís van adoptar el moviment de boicot com a l'últim recurs després d'haver esgotat l'agitació constitucional, és a dir, protestes, apel·lacions, peticions i conferències per tal de coaccionar els britànics per admetre la unànime demanda nacional.
La concepció original del boicot era principalment econòmica. Tenia dos propòsits diferents, però relacionats. El primer era per posar pressió al públic britànic per la pèrdua pecuniària que patirien pel boicot de béns britànics, particularment els béns de cotó de Manchester, per qui Bengala era el mercat més ric en l'Índia. En segon lloc, es creia essencial per a revifar la indústria indígena que, com que era en una etapa inicial de desenvolupament, mai no podria créixer davant de la competència lliure d'altres països amb una indústria més avançada.
La idea de perpetrar un boicot com a mesura econòmica de pressió no era nova. Ja fou alentada per diverses personalitats eminents en el segle xix, com Gopal Hari Deshmukh, més conegut com a Lokahitawadi de Bombay, Arya Samaj, fundador de Dayanand Saraswati i Bholanath Chandra de Calcutta.

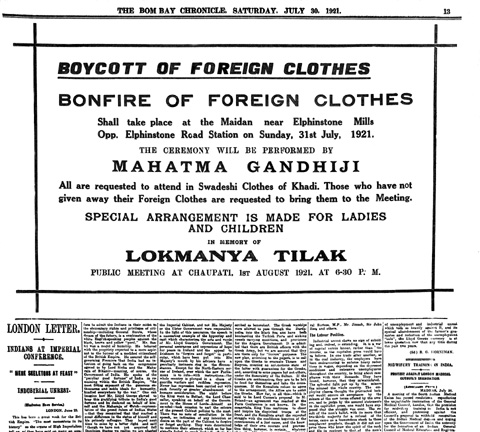
"Boicot de roba estrangera," The Bombay Chronicle, 30 de juliol de 1921.

Més endavant, el boicot econòmic va passar a un segon pla amb el temps, i es va convertir a una idea de no-cooperació amb els britànics en tots els camps, amb l'objectiu d'arribar a una regeneració política del país. De manera semblant, el moviment Swadeshi va sobrepassar completament la concepció original de promoure la indústria índia.

## Etimologia
La paraula Swadeshi deriva del sànscrit i és un sandhi o conjunció de dues paraules sànscrites. Swa significa "auto" o "propi" i desh significa país, així que Swadesh seria "país propi", i Swadeshi, la forma adjectival, significaria "del país d'un mateix".

## Influències
- E. F. Schumacher, autor de Small is Beautiful, fou influït pel concepte de Gandhi de Swadeshi, quan va escriure el seu article a Buddhist economics[7]
- Satish Kumar, editor de Resurgence, inclou una secció en el seu llibre You Are, Therefore I Am (2002).